# ألفرد يونغ مان
ألفرد يونغ مان (بالإنجليزية: Alfred Young Man)‏ هو رسام أمريكي، ولد في 1948 في براونينغ في الولايات المتحدة.